# Кларкстаун (Нью-Йорк)
Кларкстаун (англ. Clarkstown) — місто (англ. town) в США, в окрузі Рокленд штату Нью-Йорк. Населення — 86 855 осіб (2020).

## Демографія
Згідно з переписом 2010 року, у місті мешкало 84 187 осіб у 29 234 домогосподарствах у складі 22 186 родин. Було 30314 помешкання
Расовий склад населення:
| - 73,9 % — білих - 10,5 % — азіатів - 9,6 % — чорних або афроамериканців - 0,2 % — корінних американців - 3,4 % — осіб інших рас |

До двох чи більше рас належало 2,4 %. Частка іспаномовних становила 11,7 % від усіх жителів.
За віковим діапазоном населення розподілялося таким чином: 23,4 % — особи молодші 18 років, 60,7 % — особи у віці 18—64 років, 15,9 % — особи у віці 65 років та старші. Медіана віку мешканця становила 42,8 року. На 100 осіб жіночої статі у місті припадало 94,1 чоловіків;  на 100 жінок у віці від 18 років та старших — 90,7 чоловіків також старших 18 років.
Середній дохід на одне домашнє господарство  становив 135 868 доларів США (медіана — 111 025), а середній дохід на одну сім'ю — 155 512 долари (медіана — 131 143). Медіана доходів становила 81 705 доларів для чоловіків та 65 542 долари для жінок. За межею бідності перебувало 6,1 % осіб, у тому числі 7,2 % дітей у віці до 18 років та 5,2 % осіб у віці 65 років та старших.
Цивільне працевлаштоване населення становило 43 919 осіб. Основні галузі зайнятості: освіта, охорона здоров'я та соціальна допомога — 31,6 %, науковці, спеціалісти, менеджери — 12,2 %, роздрібна торгівля — 10,7 %.